# Ammit
Ammit (Požiralka ali Požiralka duš), tudi Ammut ali Ahemait, je bila staroegipčanski demon in boginja s telesom krokodila, leva in nilskega konja, treh največjih ljudožerskih živali, ki so jih poznali v Starem Egiptu. Kot boginja pokopa se je imenovala »Požiralka smrti«, »Požiralka src« ali »Velika smrt«. Živela je ob tehtnici pravičnosti v Duatu, kraljestvu mrtvih.  V Dvorani dveh resnic je Anubis tehtal srca pokojnih s peresom boginje resnice Maat. Če srce ni bilo dovolj čisto, ga je Ammit požrla in presojani pokojnik ni mogel nadaljevati svojega potovanja proti Ozirisu in nesmrtnosti.  Ko je Ammit srce požrla, je duša postala za vedno nespokojna, kar so imenovali »druga smrt«. Za Ammit so včasih menili, da stoji ob ognjenem jezeru. V nekaterih izročilih so srce, ki ni zaslužilo večnega življenja, vrgli v ognjeno jezero in ga uničili. Nekateri znanstveniki domnevajo, da Ammit in ognjeno jezero predstavljata koncept uničenja.
Boginja Ammit se ni častila. Za Egipčane je bila utelešenje vseh njihovih strahov, da bodo obsojeni na večno nespokojnost, če se ne bodo podrejali načelom boginje Maat. 